# Kiedy kobiety się spotykają
Kiedy kobiety się spotykają (ang. When Ladies Meet) – amerykański film z 1933 roku w reżyserii Harry'ego Beaumonta oraz Roberta Z. Leonarda.

## Obsada
- Ann Harding jako Claire Woodruff
- Robert Montgomery jako Jimmie Lee
- Myrna Loy jako Mary Howard
- Alice Brady jako Bridget Drake
- Frank Morgan jako Rogers Woodruff
- Martin Burton jako Walter
- Luis Alberni jako Pierre
- David Newell jako Freddie (niewymieniony w czołówce)
- Sterling Holloway jako Jerome The Caddy (niewymieniony w czołówce)

## Nagrody i nominacje
| Nazwa nagrody | Wygrane            | Nominacje                                 |
| ------------- | ------------------ | ----------------------------------------- |
| Oscar         | 1934 bez rezultatu | 1934 Najlepsza scenografia Cedric Gibbons |